# 新巴796線
新巴796線是一條已取消的新巴將軍澳路線，由調景嶺站往返坑口站，以循環線運作。

## 簡介及歷史
本線為將軍澳彩明苑、寶盈花園及尚德邨提供來往坑口的巴士服務，是新巴首批將軍澳專線中最後一條開辦的路線，亦是新巴首條只在將軍澳新市鎮範圍內行走的路線。
此路線開辦初期不停尚德商場，後來才加停該站，原本在加停尚德商場後，車費比九龍巴士296M線為低，路線亦比較直接，理應可搶走296M線的乘客，可是此路線往坑口方向要途經尚德商場分站兩次。雖然新巴官方資料顯示此路線停尚德商場後便前往寶盈花園，第二次路經上址時不停站，但當第二次到達尚德商場時有乘客欲上落時，車長一般都不敢飛站。這樣的不便，加上在坑口（北）上落客處不及296M線方便，班次又較疏，除上下課時間外客量持續偏低，乘客不會刻意等候此路線往來尚德及坑口，因此此路線於2005年5月1日起停止服務，由新界區專線小巴108A線取代。
- 2002年4月29日：本線開辦，由調景嶺往返坑口（北），以循環線運作。
- 2005年5月1日：本線因路線本身迂迴，加上班次非常疏落，除上下課時間外客量偏低而永久停駛，由專線小巴108A取代。

## 行車路線
經:景嶺路、彩明街、迴旋處、彩明街、景嶺路、唐明街、唐俊街、迴旋處、唐俊街、將軍澳站公共運輸交匯處、唐德街、唐賢街、唐明街、迴旋處、唐明街、寶康路、寶邑路、昭信路、銀澳路、培成路、常寧路、寶寧路、昭信路、寶邑路、寶康路、唐明街、唐俊街、迴旋處、唐俊街、將軍澳站公共運輸交匯處、唐德街、唐俊街、唐明街、景嶺路、彩明街、迴旋處、彩明街、翠嶺路及景嶺路。
| 調景嶺地鐵站開 | 調景嶺地鐵站開   | 調景嶺地鐵站開           |
| 序號           | 車站名稱         | 位置                     |
| -------------- | ---------------- | ------------------------ |
| 1              | 調景嶺地鐵站     | 調景嶺站公共交通交匯處   |
| 2              | 彩明苑彩貴閣     | 彩明街                   |
| 3              | 健明邨           | 景嶺路                   |
| 4              | 尚德商場         | 唐明街                   |
| 5              | 寶盈花園         | 唐俊街                   |
| 6              | 將軍澳地鐵站     | 將軍澳站公共交通交匯處   |
| 7              | 將軍澳天主教小學 | 唐賢街                   |
| 8              | 新寶城           | 銀澳路                   |
| 9              | 南豐廣場         | 培成路                   |
| 10             | 坑口（北）       | 坑口（北）公共運輸交匯處 |
| 11             | 煜明苑           | 昭信路                   |
| 12             | 寶盈花園         | 唐俊街                   |
| 13             | 將軍澳地鐵站     | 將軍澳站公共交通交匯處   |
| 14             | 尚德商場         | 唐明街                   |
| 15             | 彩明苑彩富閣     | 景嶺路                   |
| 16             | 彩明苑彩貴閣     | 彩明街                   |
| 17             | 調景嶺地鐵站     | 調景嶺站公共交通交匯處   |

## 連結
1. ↑  《新巴打破九巴壟斷　明年初首辦將軍澳七線》，太陽報，1999-11-02

- 全方位巴士資訊站 （页面存档备份，存于）